# Ротор Угринского
Ротор Угринского — разновидность вертикально-осевого ротора Савониуса, предложенная К. А. Угринским в 1946 году. Может быть использована как для работы в жидкой, так и в газовой среде.

## Конструкция

Схема взаимодействия лопастей турбины с ветровым потоком

Состоит из двух лопастей, имеющих вид буквы S и расположенных так, что в любой момент времени какая-то часть направлена навстречу потоку.

В качестве основного размера такой схемы ротора принимается радиус диска R. Важнейшим условием является соотношение средней части канала между лопастями равное 2/3 ширины устья канала.

## Преимущества
Благодаря использованию энергии отраженного от лопастей потока, обладает повышенным коэффициентом использования ветра (по сравнению с другими типами вертикальных роторов, таких как ротор Дарье, например) и характеризуется отсутствием мертвого положения лопастей. Устройство лопастей в виде двух латинских «S» снимает необходимость в установке дополнительных перпендикулярных лопастей с целью понижения момента страгивания. Заявленный КПД до 46 %. 

Так же как и прочие вертикально-осевые турбины не нуждается в системе ориентирования по направлению потока.
Отсутствие большого количества лопастей позволяет ротору Угринского легко развивать достаточно высокие обороты и начинать свое вращение уже при небольшом ветре.

## Недостатки
Основным недостатком ротора Угринского считается более высокая сложность изготовления и соблюдения необходимого профиля. К тому же, даже в таком виде по своему КИЭВ, он уступает установкам с горизонтальной осью вращения, превосходя, тем не менее, по своей эффективности другие типы вертикально-осевых турбин. Также, как и любое ветроколесо требует тщательной балансировки и центровки, в противном случае возможно разрушение всей установки.